# 高橋ひとみ
高橋 ひとみ（たかはし ひとみ、1961年8月23日 - ）は、日本の女優。
東京都出身。ホリプロ・ブッキング・エージェンシー所属。頌栄女子学院高等学校卒業。

## 略歴
17歳の時に友人と寺山修司演出の舞台『バルトークの青ひげ公の城』のオーディションを受け、合格。1979年に「寺山修司の秘蔵っ子」というフレーズで、同舞台で女優デビューした（ただし、寺山主宰の劇団「天井桟敷」には所属していない）。1980年には、『上海異人娼館 チャイナ・ドール』で映画デビューを果たした。
1983年には『ふぞろいの林檎たち』でテレビドラマデビューし、一躍注目を浴びて出世作となった。1985年には『スケバン刑事』の海槌麗巳役を演じる。
1991年には歌手として、ビクター音楽産業からシングル「X'mas Kissしてね」、アルバム『カラフル』を発表した。
2000年代に入ってからは連続ドラマの主人公の母親役や2時間ドラマの主婦役、犯人役なども演じている。
現在までドラマ・映画・舞台などや本業以外にも通販番組、バラエティー、教養、情報番組、などにも出演するなど精力的に活動している。
2011年秋には、デビューから長年に渡って所属していたJVCエンタテインメントからホリプロ・ブッキング・エージェンシーへ移籍した。
2013年11月19日、高橋より2歳年下で外資系企業に勤務する50代の一般男性と結婚。また同月には、イタリアブランド「エレガージョイタリアーノ」とコラボし、自身プロデュースによるオリジナルバッグを発売した。
2015年、夫の仕事先の縁で南アフリカ観光大使に就任し、以降何度か南アフリカに訪れている。
2019年2月には地元でもある大田区観光PR特使に任命され、2019年9月7日に洗足池にできた勝海舟記念館オープニングセレモニーに参加。

## エピソード

### デビュー前
大工の棟梁として働く父、母、姉と共に育った。子供の頃は、自宅に父の仕事仲間である若い職人たちが数人住み込んでおり、朝晩は家族に加え、彼らと一緒ににぎやかに食卓を囲んでいた。両親の子育てについては、父から一度も怒られたことがない分、母には厳しく育てられた。小学生の頃はピアノを習っていた。頌栄女子学院中学校入学後には、バレーボール部に所属。
高校生の頃、同じ高校に通う幼なじみがオーディションを受けると聞いて付いて行った。それが寺山修司主宰の劇団「天井桟敷」（てんじょうさじき）の寺山演出の舞台公演『バルトークの青ひげ公の城』のオーディションで、流れで高橋も受けることになった。この時、演劇好きな少女たちが数百人ほど参加しており、オーディションを終えて“演劇素人の自分が受かるはずない”と思っていたが思いがけず合格した。デビュー作である同作の公演終了後は、毎日学校終わりに寺山の事務所で過ごし、当時彼が連載していたコラムの原稿を、新聞社に電話口で読んで伝える（まだFAXなどがない時代）作業などを手伝った。

### 『ふぞろいの林檎たち』
高橋は当初『ふぞろいの林檎たち』シリーズへの出演予定はなかった。高橋の女優デビュー後、寺山は大学時代の親友である脚本家・山田太一が同作を書いている話を人づてに知り、数十年振りに再会して高橋を売り込んだ。その際寺山は、「脇役でもどんな役でもいいから、ひとみを是非このドラマへ出してほしい!!」と頼んだ、と『徹子の部屋』で高橋本人が語っていた。これがきっかけで、山田は急遽脚本を書き直し、「伊吹夏恵」役を作ったことで高橋の出演が決定した。
第1話の台本を見た寺山から「素晴らしい役だから、これでテレビの仕事が続かなければ、もう辞めなさい」と発破をかけられた。寺山は本作の撮影開始までの間、本格的な「本読み」未経験の高橋のために台本を見ながら台詞を言う稽古に付き合った。後日現場での本読みを終えると、寺山から「山田から何て言われた？」「じゃあ、もう一回練習しよう」と再び一生懸命稽古に付き合ってくれたという。
しかし第1話のオンエアを見る前に寺山は亡くなり、第2話の撮影では共演者の中井貴一にすがって泣くシーンがあった。経験が浅い高橋にとって普段なら泣く演技は難しかったが、この時は内心寺山のことを思い浮かべて自然と涙が出たという。その後高橋は、「今の私があるのは、寺山さんの演技指導や山田さんの『ふぞろいの林檎たち』に出させてもらったおかげです」と感謝の言葉を述べている。

## 人物
デビュー作である初舞台の初日に、寺山から「これから高橋ひとみが女優としてやっていくための五か条として以下の言葉を贈られた。「うまくなるな」、「体を常に鍛えろ」、「いいライバルを見つけろ」、「本を読むこと」、「いいものを見ろ」。
デビューから1980年代までは、ヘアスタイルはボブカット一遍で通していた。クールな容姿で長身（166 cm）からか、デビュー当時から現在までクールな性格で知的な女性役や妖艶な役を演じることが多い。
新人時代には『平凡パンチ』『週刊プレイボーイ』などの男性雑誌のグラビアや、『ふぞろいの林檎たち』第一話、映画『ジェラシー・ゲーム』などでセクシーな下着や水着姿、ヌードを披露していた。
上記のような女優業で見せる性格とは違い、実際の高橋はかなりおっとりした性格の持ち主である。『ダウンタウンDX』や『メレンゲの気持ち』などのバラエティ番組へゲスト出演したときには、独自のとぼけた振る舞いなどがいかんなく発揮された。明石家さんまの番組に出演時には毎回「高橋さん、相変わらず前歯が出ていますね。」などとよくからかわれている。関根勤は共演時に「高橋さんはとても性格が良くていい人」と毎回、高橋の人の良さを語っている。
座右の銘は、「漂えど沈まず」。意味は、波の上下はあっても舟が沈まなければ大丈夫というもの。また、2021年現在のモットーは、「楽しいことしか考えない」。
女優デビュー作である先述の寺山演出の舞台では、演じたのが台詞がほとんどない役だったため、以降舞台というものに苦手意識を持った。また、当時寺山から「ひとみはテレビに行きなさい」と言われたこともあり、長年に渡り舞台には出演してこなかった。しかし、2002年に俳優仲間の西村雅彦から彼の主演作「エデンの南」に誘われて23年ぶりに舞台出演したことをきっかけに、以後色々と出演するようになった。
将来は、ベテラン女優の草笛光子のような歳を重ねてもキラキラした女優になることを目標としている。
東京都大田区出身だが女優業が軌道に乗り始めた20代前半からは以前から憧れていた一人暮らしを開始して、30代に入って直ぐに実家の建て替えを機に一人暮らしを辞め、先代犬を引き連れて実家へと戻り両親と一緒に生活していたが1999年には父親、2017年には最愛の母親が逝去している。新婚直後はマンション住まいだったが、以後は高橋の実家に夫婦で暮らしている。2023年11月10日の『徹子の部屋』ゲスト時には愛犬モモエが亡くなってからは、歴代飼い続けているまた同じ犬種のゴールデン・レトリーバーが大好きで再び飼いたいので自宅内で犬との共同生活が出来るように自宅の間取りを設計して建て替えを計画予定していると黒柳に話している。
結婚相手とは、2013年の9月に出会い意気投合し、わずか2か月でのスピード婚（本人は52歳で男性は50歳でお互い初婚）となった。夫は積極的に家事をしてくれるとのことで、高橋は「主人が私の何倍も我慢して何でもやってくれるので、なんとか結婚生活が続いています」と語っている。ちなみに夫は蛭子能収の古くからの知人だったという。

### 趣味など
幼少から今までに途切れることなく犬を飼い続けていたと話すほどの愛犬家で、2009年に自宅の近所で生まれたモモエと言う名のゴールデン・レトリーバーを譲り受けて飼いはじめ、モモエを車内へ乗せるためにポルシェからメルセデス・ベンツE500ステーションワゴンに乗り換えたがモモエは2022年3月25日に14歳で旅立ったと3月28日に高橋のInstagram内で発表している。2025年6月には新しいゴールデンのパピーを迎えたと自身のInstagram内で報告した。
19歳で運転免許を取ってからは現在まで車の運転が大好きで多くの車を乗り継ぎ、中でも長年にわたりポルシェだけ乗り続けていた。高橋が倍賞千恵子と一緒に初めてCM出演した大正製薬の出演料で購入したとインタビュー等で語っている。『メレンゲの気持ち』では愛車が公開されたり、入手困難なポルシェのミニカーを番組視聴者プレゼントしたことがある。普段から安全運転を心がけており高速道路を最低速度で走行中に警察官から呼び止められて「危ないのでもう少しスピードを出して走ってください」と注意を受けたことがあるそう。2022年現在はアバルトのオーナーである。テレビ局や撮影所、地方のロケ現場まで時間がある時には高橋自ら愛車のハンドルを握って運転して出かけていると話している。
飲酒好きで、酔いが回ると別人格になってしまったり、電話魔になって友達の中井貴一などへ昼夜を問わずかけてしまうとバラエティー番組などで語っている。

### 交友関係など
寺山修司は、先述の通り高橋の女優デビューのきっかけとなった人物である。演技指導などを通じた交流自体は約3年と短かったが、高橋は「たったの3年間なのに、その後の30年間よりも濃い時間を過ごしました」と評している。また寺山について、「寺山さんを中心にいつも人が集まり、周囲から尊敬され、憧れられている方なのに、私にはとにかく優しく接して下さいました」と述懐している。また、“寺山が生涯最後に愛した女性”と言われており、高橋が出演した『徹子の部屋』内で自身宛に書かれた直筆のラブレターや手紙がいくつか公開し、今でもそれらの手紙は全て大切に保管しているという。
高橋と同じく1979年に寺山に見出された三上博史は、デビュー当時彼女と同様に「寺山修司の秘蔵っ子」というフレーズで呼ばれていた。高橋のデビュー作の舞台『バルトークの青ひげ公の城』には、三上や天井桟敷の山本百合子も出演している。その後三上とは、映画『私をスキーに連れてって』、ドラマ『それでも家を買いました』などでも共演している。
メイクアップアーティストのIKKOは、1998年頃から高橋の専属メイク担当を始めたことがきっかけで親しくなった。以後現在まで、普段から一緒に遊んだり食事に出かけたりするなど、プライベートでもかなり仲がよいという。『SMAP×SMAP』の「BISTRO SMAP」などのバラエティ番組にも2人で仲良く出演したり共演している。
手塚理美とも『ふぞろいの林檎たち』シリーズで共演したことで、当時からプライベートでも大変に親交が深い。以後、高橋が『ウチくる!?』のゲスト出演時に親友代表としてサプライズゲストで登場したり、『いい旅・夢気分』にも2人で仲良く出演している。
三田寛子は高橋を実姉のように慕っていて親交があると2016年9月11日の『ウチくる!?』のゲスト時に語っており高橋がサプライズゲストで登場している。
雛形あきことは舞台共演が縁で意気投合して10年以上の交流がある。

## 出演

### 映画
- 上海異人娼館 チャイナ・ドール（1980年）
- さらば箱舟（1982年制作、1984年上映）
- ジェラシー・ゲーム（1982年） - 陽子 役
- ダブルベッド（1983年）
- 湾岸道路（1984年）
- 潮騒（1985年） - 千代子 役
- 私をスキーに連れてって（1987年） - 羽田ヒロコ 役
- ジュリエット・ゲーム（1989年） - 山口明美 役
- 君は僕をスキになる（1989年）
- 夜逃げ屋本舗（1992年） - 玉本豊子 役
- 元禄女太陽伝（1993年）
- 毎日が夏休み （1994年） - 草本紅子 役
- ふうせん2（1995年） - 永井令子 役
- モスラ（1996年） - 後藤真紀子 役[1]
- ロード（1996年） - 司の元妻 役
- プロゴルファー織部金次郎4 シャンク シャンク シャンク（1997年）
- お墓がない!（1998年） - 松江敏子 役
- ウルトラシリーズ - 春野みち子 役
  - ウルトラマンコスモス THE FIRST CONTACT（2001年）
  - ウルトラマンコスモス2 THE BLUE PLANET ムサシ(13才)少年編（2002年）
  - ウルトラマンコスモスVSウルトラマンジャスティス THE FINAL BATTLE（2003年）
- アイアムワン（2002年）
- ぷりてぃ・ウーマン（2003年） - 畑中邦子 役
- 17才 〜旅立ちのふたり〜（2003年） - 和泉真奈美 役
- ジェニファ 涙石の恋（2003年） - 時松清子 役
- 七人の弔（2005年） - 中尾君代
- ホールドアップダウン（2005年） - 園田清子 役
- 疾走（2005年） - シュウジの母 役
- アオグラ AOGRA（2006年） - 沢木静江 役
- グミ・チョコレート・パイン（2007年） - 大橋賢三の母 役
- 天国からのラブレター（2007年） - 宮地幸代 役
- 春よこい（2008年） - 清水聡美 役
- 罪とか罰とか（2008年） - 連行される女 役
- 斜陽（2009年） - かず子の母 役
- 風が強く吹いている（2009年） - 寛政大学事務局員 役 ※友情出演
- 苦い蜜（2010年）
- エイトレンジャー（2012年）
- つやのよる ある愛に関わった、女たちの物語（2013年） - 常盤社長夫人 役
- 牙狼外伝 桃幻の笛（2013年） - 翡刈 役
- 醒めながら見る夢（2014年） - 悠乃 役
- あのこは貴族（2021年） - 青木知子 役
- 明け方の若者たち（2021年） - 知子 役[9]
- ただ、あなたを理解したい（2024年）[10]

### テレビドラマ

#### NHK
- 連続テレビ小説
  - はね駒（1986年） - 二宮しづ 役
  - あぐり（1997年） - 石坂和子 役
- 赤頭巾快刀乱麻（1991年） - 紅 役
- おんなは全力疾走!（1997年） - 津野田真木子 役
- 陰陽師（2001年） - 夕子 役
- 麻婆豆腐の女房（2003年） - 山根敏江 役
- トキオ 父への伝言（2004年） - 小島今日子 役
- 父に奏でるメロディー（2005年） - 井上小夜子 役
- クラシックミステリー 名曲探偵アマデウス（2008年 - 2011年） - ディープ内藤 役
- BS時代劇（BSプレミアム）
  - 伝七捕物帳（2016年） - 佐和 役
  - 小吉の女房 （2019年） - お遊 役[11]
    - 小吉の女房2（2021年）
- この世にたやすい仕事はない（2017年、BSプレミアム） - 藤田藤子 役
- プレミアムドラマ（BSプレミアム）
  - 主婦カツ!（2018年） - 永野恵 役
  - ベビーシッター・ギン!（2019年） - 上大岡八千代 役

#### 日本テレビ
- 火曜サスペンス劇場
  - 「軽井沢ミステリー5」（2003年） - 美園真理子 役
- いけない女子高物語（1990年） - 神田律子 役
- 源義経（1991年） - 北条政子 役
- ジェラシー（1993年） - 篠原圭 役
- ボーダー 犯罪心理捜査ファイル（1999年） - 坂田未知 役
- ピーチな関係（1999年） - 北浜真澄 役
- なつのひかり。（2004年） - 冬柴洋子 役
- 斉藤さん（2008年） - 柳川夫人 役
- オー!マイ・ガール!!（2008年） - 渋谷加恵 役
- the波乗りレストラン（2008年） - 長塚先輩の奥さん 役
- 連続ドラマ小説 木下部長とボク（2010年） - 割烹「かれん」のママ 役
- ダーティ・ママ!（2012年） - 藤田たまき 役
- 悪夢ちゃん（2012年） - ナミママ 役
- So long ! 第2話（2013年） - 倉林順子 役
- 明日、ママがいない（2014年） - 五十嵐みどり 役
- 永遠のぼくら sea side blue（2015年） - 堂崎早苗 役
- 花咲舞が黙ってない 第2シリーズ（2015年） - 田川美枝子 役
- 臨床犯罪学者 火村英生の推理（2016年） - 宗像真知 役
- 白衣の戦士!（2019年） - 三原幸江 役

#### TBS
- Gメン'75　第232話 「幽霊殺人」（1979年）
- ふぞろいの林檎たち（1983年 - 1997年） - 伊吹（本田）夏恵 役
- 少女に何が起ったか（1985年） - 金子正美  役（第1話、2話）
- '85年型家族あわせ（1985年） - まゆみ  役
- 親にはナイショで…（1986年） - 竹内英子 役
- 泥だらけの純情（1991年）
- それでも家を買いました（1991年） - 長田智美 役
- おとなの選択（1992年） - 平岡かおる 役
- 学校があぶない（1992年） - 明石操 役
- 木曜日の食卓（1992年） - 漆原唄子 役
- わたしってブスだったの?（1993年） - 横沢玲子 役
- 憎しみに微笑んで（1993年） - 内海和枝 役
- 適齢期（1994年） - 小林雛子 役
- 金田一耕助の傑作推理 悪魔の花嫁（1995年） - 鶴田弓枝 役
- 君が人生の時（1997年） - 神野葉子 役
- パパ・レンタル中（1998年） - すみれ 役
- 太陽の季節（2002年） - 平野民代 役
- ホットマン2（2004年） - 水澤貴美子 役
- あいくるしい（2005年） - 花井京子 役
- きらきら研修医（2007年） - 橋本順子 役
- 特急田中3号（2007年） - 目黒恵子 役
- GM〜踊れドクター（2010年） - 八木佐織 役
- おじいちゃんは25歳（2010年） - 羽田ヒロミ 役
- ATARU（2012年） - 弓削啓子 役
- 悪女について（2012年） - 艶子ママ 役
- 確証〜警視庁捜査3課（2013年） - 沢口いずみ 役
- 月曜ミステリー劇場
  - 「万引きGメン・二階堂雪5」（2000年） - 安西杏子 役
  - 「早乙女千春の添乗報告書13」（2003年） - 白鳥英恵 役
- 月曜ゴールデン
  - 「自治会長・糸井緋芽子社宅の事件簿9」（2009年） - 阿刀田百合子 役
  - 「ガラスの牙 熱血DJ保護司・権藤明子〜涙の少年少女観察日記」（2010年） - 大野雅子 役
  - 「狩矢警部シリーズ8」（2010年） - 山田沙希
  - 「おふくろ先生の診療日記6」（2013年） - 芹沢比呂美 役
  - 「伝説の監察医 オニグマの事件簿2」（2015年） - 横山美奈子 役
- このミステリーがすごい! ベストセラー作家からの挑戦状「黒いパンテル」（2014年） - 須藤栄子 役
- 逃げるは恥だが役に立つ（2016年・2021年） - 津崎知佳 役
- オー!マイ・ボス!恋は別冊で（2021年） - 香織 役[12]

#### フジテレビ
- 流れ星佐吉（1984年）
- 花王名人劇場 15年目の指輪（1984年、関西テレビ）
- スケバン刑事（1985年） - 海槌麗巳 役[注 5]
- 現代怪奇サスペンス「結婚記念日」（1986年）
- ラジオびんびん物語（1987年）
- 熱っぽいの!（1988年） - 広岡理子 役
- 追いかけたいの!（1988年） - 桃井みどり 役
- LUCKY・天使、都へ行く（1989年）
- ニューヨーク恋物語II・男と女（1990年） - 村松文代 役
- ホテルウーマン（1991年 - 1994年） - 久間登喜子 役
- なんだらまんだら（1991年） - みどり 役
- 太陽は沈まない（2000年） - 北山志津子 役
- ラブコンプレックス（2000年） - 佐原アミ 役
- 救命病棟24時（2001年） - 神林さおり 役
- 母の告白（2002年、東海テレビ） - 高辻藍 役
- ウエディングプランナー SWEETデリバリー（2002年） - 蒲生響子 役
- お義母さんといっしょ（2003年） - 桑原純子 役
- マルサ!!東京国税局査察部（2003年） - 古郡優子 役
- WATER BOYS（2003年） - 進藤美和子 役
- 劇団演技者。（2004年） - 三代目葵 役
- 離婚弁護士II〜ハンサムウーマン〜（2005年） - 中村涼子 役
- Ns'あおい（2006年） - 緑川雅子 役
- 西遊記（2006年） - 紅蟻（こうぎ）夫人 役
- ブスの瞳に恋してる（関西テレビ、2006年） - 太田さと子 役
- 松本清張スペシャル・蒼い描点（2006年） - 田倉よし子 役
- 翼の折れた天使たち（2007年） - 吉村美津子 役
- くうねるところすむところ〜恋するニッカボッカ・ガール〜（2007年） - 鍵丸郷子 役
- 医龍-Team Medical Dragon-2（2007年） - 高見紀枝 役
- ハチミツとクローバー（2008年） - 大神教授 役
- 絶対彼氏。（2008年） - 井沢牧子 役
- モンスターペアレント（2008年） - 宮園貴代 役
- ハンサム★スーツ THE TV（2009年） - 鷹宮社長 役
- 恋して悪魔〜ヴァンパイア☆ボーイ〜（2009年） - 藤井咲子 役
- 40女と90日間で結婚する方法（2009年） - 可奈 役
- 謎解きはディナーのあとで（2011年） - 天道静子 役
- 高校入試（2012年） - 坂本多恵子 役
- ラッキーセブン（2013年） - 湧永逸子 役
- 海の上の診療所（2013年） - 藤井真希 役
- 世にも奇妙な物語
  - 「U,F,O 未確認飛行物体」（1991年） - 近藤啓子 役
  - 「死後婚」（2008年） - 羽馬亜希子 役
- 金曜プレステージ
  - 「赤い霊柩車シリーズ26」（2010年） - 中川久美子 役
  - 「十津川刑事の肖像5」（2012年） - 野上亜紀 役
  - 「検事・霞夕子3」（2012年） - 板倉仁美 役
  - 「山村美紗サスペンス 黒の滑走路4」（2014年） - 小田貴代美 役
- リスクの神様 第8話（2015年9月2日） - 高中桐子 役
- 教場（2020年・2021年） - 小野春江 役
- 全っっっっっ然知らない街を歩いてみたものの 第3話（2021年3月30日） - 喫茶店のママ 役
- 親愛なる僕へ殺意をこめて（2022年10月5日 - 11月30日） - 雪村真須美 役
- 最高のオバハン中島ハルコ〜マダム・イン・ちょこっとだけバンコク〜（2025年1月4日 - 3月15日） - 丹羽聖子 役[13]

#### テレビ朝日
- 特捜最前線 第347話「暗闇へのテレフォンコール!」（1984年） - 稲島ななみ 役
- 人妻捜査官（1984年）
- 必殺仕事人V・風雲竜虎編 第1話「謎の二枚目殺し屋登場！」（1987年） - お絹 役
- 風呂上がりの夜空に（1987年）
- 氷点（1989年） - 松崎由香子 役
- 女ハングマン・夫のルスに連続殺人犯と対決!! 意外やボスは?（1990年） - ケイ・美山恵子 役
- 白い巨塔（1990年） - 財前杏子 役
- びんぼう同心御用帳（1998年） - 小えん 役
- 心室細動（1998年） - 上原英子 役
- 舞妓さんは名探偵!（1999年） - 小ふじ 役
- 笑ゥせぇるすまん（1999年） - 常盤 役
- 八丁堀の七人（2000年） - おたき 役
- はぐれ刑事純情派（2001年） - 蓮見紀子 役
- オヤジ探偵（2001年） - 榊原千春 役
- TRICK（2003年） - スリット美香子 役
- 霊感バスガイド事件簿（2004年） - 山名良子 役
- エースをねらえ!（2004年） - 岡美智子 役
- はるか17（2005年） - 宮前ミドリ 役
- 新・科捜研の女 第2シリーズ（2005年） - 英亜呂真 役
- レガッタ〜君といた永遠〜（2006年） - 大沢典子 役
- アンナさんのおまめ（2006年） - 桃山美麗 役
- ホテリアー（2007年） - 水口幸恵 役
- 相棒 season6「陣川警部補の災難」（2007年） - 紫藤咲江 役
- 腐女子デカ（2008年） - 貴腐人 役
- 越境捜査（2008年） - 中山順子 役
- 7万人探偵ニトベ（2009年） - 大沢しのぶ 役
- アンタッチャブル〜事件記者・鳴海遼子〜（2009年） - 桂木ミチル 役
- 警視庁失踪人捜査課（2010年） - 木下薫（饗庭紗江子） 役
- おみやさん（2010年） - 鶴岡加奈 役
- 同窓会〜ラブ・アゲイン症候群（2010年） - 寅田富士子 役
- ハガネの女（2010年） - 琴平あずさ 役
- 警視庁捜査一課9係（2010年） - 高森久仁子 役
- ホンボシ〜心理特捜事件簿〜（2011年） - 島田千恵 役
- いねむり先生（2013年）
- 出入禁止の女〜事件記者クロガネ〜（2015年） - 佐橋きみえ 役
- 科捜研の女 第15シリーズ（2015年） - 庄野香歩 役
- スミカスミレ 45歳若返った女（2016年） - 小倉富子 役
- 刑事7人 第2シリーズ（2016年） - 藤堂かずさ 役
- ドクターX〜外科医・大門未知子〜 第4期（2016年） - 鮫島律子 役
- 土曜ワイド劇場
  - 「女弁護士 朝吹里矢子」（1989年）
  - 「混浴露天風呂連続殺人」（1997年）
  - 「西村京太郎トラベルミステリー37」（2002年） - 黒田真紀 役
  - 「覗く女 実況中継された連続殺人!」（2002年） - 山北佳恵 役
  - 「はみだし弁護士・巽志郎7」（2003年） - 児島亜紀 役
  - 「タクシードライバーの推理日誌」（2005年） - 須磨幸恵 役
  - 「新・警視庁女性捜査班」（2006年 - ） - 原奈津子 役
  - 「隠蔽捜査1」（2007年） - 大沢京子 役
  - 「東京駅お忘れ物預り所」（2007年 - ） - 嶋田満江 役
  - 「デパート仕掛け人!天王寺珠美の殺人推理1」（2007年） - 吉村あかね 役
  - 「牟田刑事官VS終着駅の牛尾刑事そして事件記者冴子」（2007年） - 谷せつ 役
  - 「さすらいの女弁護士 山岸晶」（2010年） - 橘美紗子 役
  - 「警視庁・捜査一課長2」（2013年） - 高近瑤子 役
  - 「人類学者・岬久美子の殺人鑑定」（2013年） - 小泉晴代 役
  - 「監察官・羽生宗一」（2014年） - 北森信代 役
  - 「法医学教室の事件ファイル」（2015年） - 西脇則子 役
  - 「司法教官・穂高美子」（2015年） - 阿久津万里江 役
  - 「スペシャリスト」（2015年） - 須崎真枝 役
  - 「叡古教授の事件簿」（2016年） - 溝渕京子 役
- ミステリースペシャル「事件18」（2017年10月5日） - 増井亜希子 役
- 家政夫のミタゾノ第4シリーズ第7話（2020年） - 稲葉祐実 役
- 科捜研の女 第20シリーズ（2020年12月10日） - 新海登志子 役
- 愛しい嘘〜優しい闇〜 第2話 -（2022年1月21日 - ） - 雨宮サユリ 役

#### テレビ東京
- ドラマ女の手記「女子刑務官物語」（1986年）
- 花の生涯 井伊大老と桜田門（1988年） - 黒沢トキコ 役
- 魚心あれば嫁心（1998年） - 後藤たまき 役
- 春さらば（2009年） - 富山聡子 役
- 命のバトン〜最高の人生の終わり方（2009年） - 有我真琴 役
- 風の少年〜尾崎豊 永遠の伝説〜（2011年） - 野口瑠璃子 役
- さばドル（2012年） - 野木タマコ 役
- ミエリーノ柏木（2013年） - 松尾ひとみ 役
- マルホの女〜保険犯罪調査員〜（2014年） - 久喜早映子 役
- LOVE理論（2015年） - 大山信子 役
- 僕らプレイボーイズ 熟年探偵社（2015年） - 岸谷千帆 役
- 女と愛とミステリー
  - 「不倫調査員・片山由美1」（2001年） - 松井節子 役
  - 「松本清張没後10年特別企画・家紋」（2002年） - 初江 役
  - 「殺意の川〜尼寺説法殺人事件〜」（2004年） - 坂口聡美 役
- 水曜ミステリー9
  - 「鑑識特捜班・九条礼子〜骨を知る女〜」（2012年） - 犬養律子 役
  - 「密会の宿10」（2013年） - 稲場早苗 役
  - 「ハガネの警察医」（2015年 - ） - 小橋洋子 役
  - 「マザー・強行犯係の女〜傍聞き〜」（2016年） - 渡辺郁子 役
  - 「犯罪科学分析室 電子の標的3」（2017年） - 沢渡加奈 役
- 怪奇恋愛作戦 第11・12話（2015年3月21日・28日） - 女将 役
- 孤独のグルメ Season7 特別編（2018年12月31日） - 珈琲処カラス・ママ 役[14]
- リーガル・ハート 〜いのちの再建弁護士〜 第1話（2019年7月） - 山谷千佳 役[15]
- おじさまと猫（2021年） - 神田鈴音 役
- 農家のミカタ（2021年10月23日） - 田中久子 役

#### WOWOW
- 贖罪（2012年） - 高野とみ子（晶子の母）役
- 山のトムさん -（2015年12月26日、WOWOW） - シオリ 役[16]
- 東京貧困女子。-貧困なんて他人事だと思ってた-（2023年11月17日 - 12月22日、WOWOW） - 宮下菜穂子 役[17]

#### その他
- タチアオイの咲く頃に〜会津の結婚〜 （2016年、福島中央テレビ） - 高橋朝子 役
- ザ・ブラックカンパニー（2018年2月 - 、フジテレビONE TWO NEXT） - 大溝喜美子 役[18]
- 抱かれたい12人の女たち 第11話（2019年12月15日、テレビ大阪） - 霊媒師の女 役[19]
- 旧車探して、地元めし 第4話（2022年7月23日、チャンネルNECO ） - 元妻 役[20]
- 飯を喰らひて華と告ぐ 第5話「サムゲタン」（2024年8月6日、TOKYO MX） - 向田 役[21]

### バラエティ
レギュラー
- どーもデス!（テレビ朝日）
- 週刊スタミナ天国（フジテレビ）
- アウト×デラックス（フジテレビ）
- スイッチ!（東海テレビ）金曜隔週レギュラー

不定期出演
- ウッチャンナンチャンのやるならやらねば!（フジテレビ）
- くりぃむクイズ ミラクル9（テレビ朝日）
- ペケ×ポン（フジテレビ）
- 痛快TV スカッとジャパン（フジテレビ）
- プレバト!!（MBS）

その他
- 演劇人は、夜な夜な、下北の街で呑み明かす…第4夜（2016年7月前編20・22日、後編27・29日、BSスカパー!）

### 紀行番組
- ヨーロッパ水風景 ブルガリア ソフィア〜ネセバルの旅（BSジャパン、2013年9月29日・10月6日） - 旅人

### CM
- 明光証券
- 大関
- 日清製粉
- 大正製薬

### 舞台
- 風と共に去りぬ（2011年6月18日 - 7月10日、帝国劇場） - ベル・ワトリング 役
- 美男ですね（2011年10月8日 - 11月27日、TBS赤坂ACTシアター他） - 修道院の院長 役
- 水谷千重子50周年記念公演 とんち尼将軍 一休ねえさん（2019年2月22日 - 3月4日、明治座）
- 水谷千重子50周年記念公演「神社にラブソングを」（2021年6月4日 - 13日、明治座） ※全13公演
- 水谷千重子 50周年記念公演 in 博多座（2021年6月24日 - 7月4日、博多座／福岡）
- 水谷千重子ありがとうコンサート2021（2021年7月25日、城陽／京都）
- 水谷千重子ありがとうコンサート2021（2021年8月29日、益田／島根）
- ハリー・ポッターと呪いの子（2022年7月8日 - 、TBS赤坂ACTシアター） - マクゴナガル校長 役[注 6][22]
- ハムレット（2024年5月7日 - 6月、彩の国さいたま芸術劇場 大ホール 他） - ガートルード 役[23]
- 方南ぐみ企画公演 朗読劇「青空」（2025年1月31日、俳優座劇場）[24]
- 水谷千重子50周年記念公演（2025年8月22日〜9月7日、明治座）

## 書籍
- 高橋ひとみ写真集 N.Y. MANHATTAN BLUE DAYS（大陸書房、1992年）
- 東京美女2（モッツ出版、2000年）※合同写真集
- 高橋ひとみのスタイルブック Hitomi Bon!（主婦の友社、2018年）

## ディスコグラフィー
シングル
1. X'mas Kissしてね（1990年11月21日、ビクターエンタテインメント）VIDL-10074
2. 四月わたしに花が咲く（1991年3月21日、ビクターエンタテインメント）VIDL-10108

アルバム
- カラフル（1991年6月21日、ビクターエンタテインメント）VICL-160

(2022年6月29日、ビクターエンターテインメント) VICL-77020　完全限定盤UHQCD
ビデオ
- N.Y.夢宙旅行（1992年8月1日、大陸書房）